# Rodéo sur 2 roues
Rodéo sur 2 roues est le vingtième tome de la série Michel Vaillant. Il a pour cadre le sport motocycliste, notamment le trial, le moto-cross et la vitesse.

## Synopsis
Les usines Vaillante se lancent dans la construction de motos. Henri Vaillant souhaite inaugurer cette nouvelle production par l'obtention de résultats probants en compétition et charge donc Michel de recruter les champions motocyclistes Jean-Pierre Beltoise et Joël Robert, qui acceptent de courir sur des motos Vaillante sur quelques épreuves. Michel se joint à eux, mais pas Steve qui, après avoir failli se battre avec Joël Robert, décide de disputer les mêmes épreuves que les pilotes Vaillante sur une autre marque. Après des résultats encourageants  pour les motos Vaillante lors d'un trial, Steve accepte de rejoindre Michel et Joël Robert pour disputer des épreuves en motocross, tandis que Jean-Pierre Beltoise se consacre aux courses de vitesse. 

## Véhicules remarqués

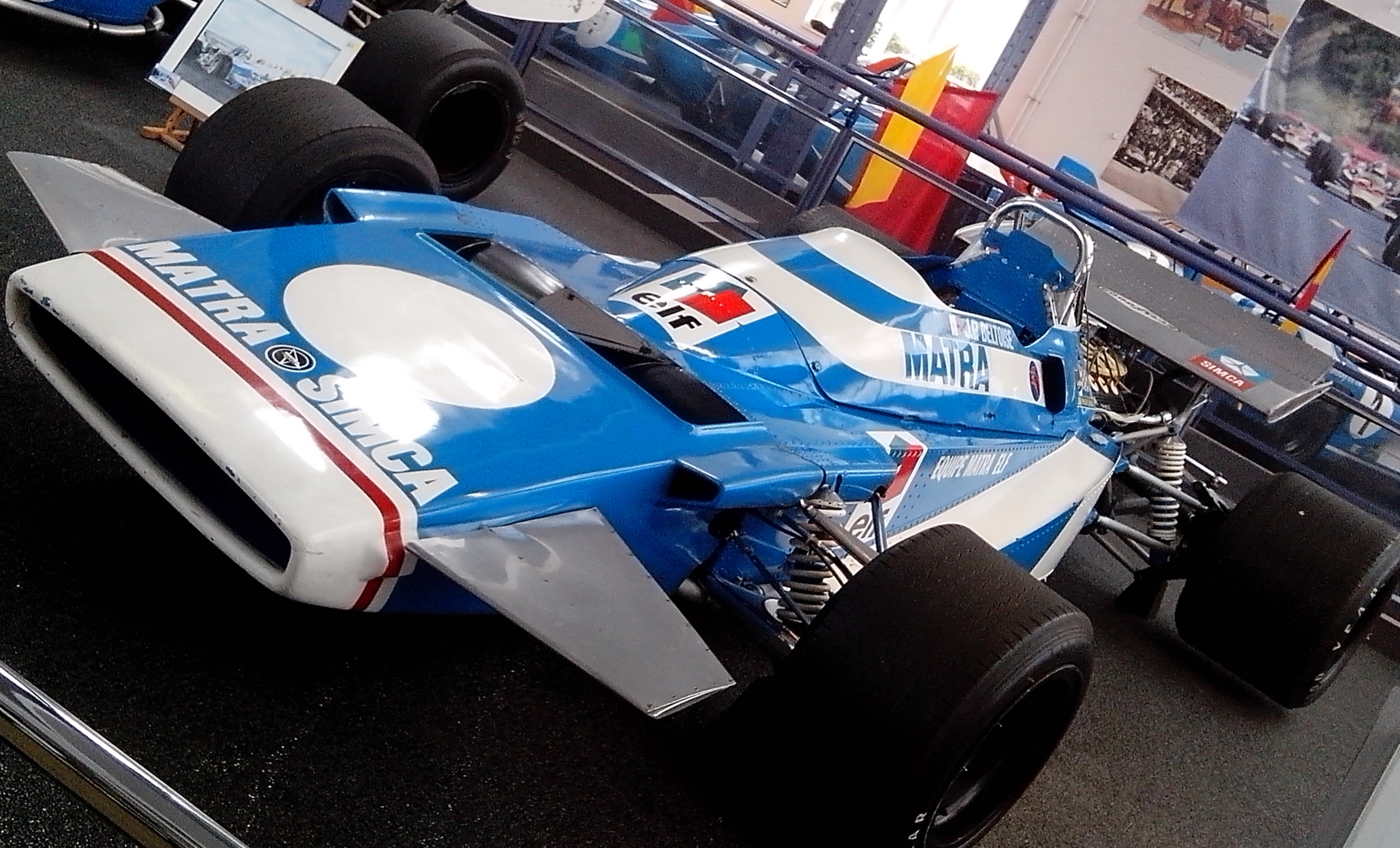
Après sa victoire sur Vaillante au Grand Prix motocycliste d'Allemagne, Beltoise retrouvera le volant de sa Matra MS120.

- CZ 250 moto-cross
- Matra 530
- Moto de trial Harley-Davidson
- Moto de trial Ossa
- Boeing 747
- Moto de vitesse MV Agusta 500
- Matra MS120

## Publication

### Revues
Les planches de Rodéo sur 2 roues furent publiées dans le Journal de Tintin entre le 3 février et le 23 juin 1970 (n° 5/70 à 25/70).

### Album
Le premier album fut publié aux Éditions du Lombard en 1971 (dépôt légal 09/1971).